# 坂折棚田

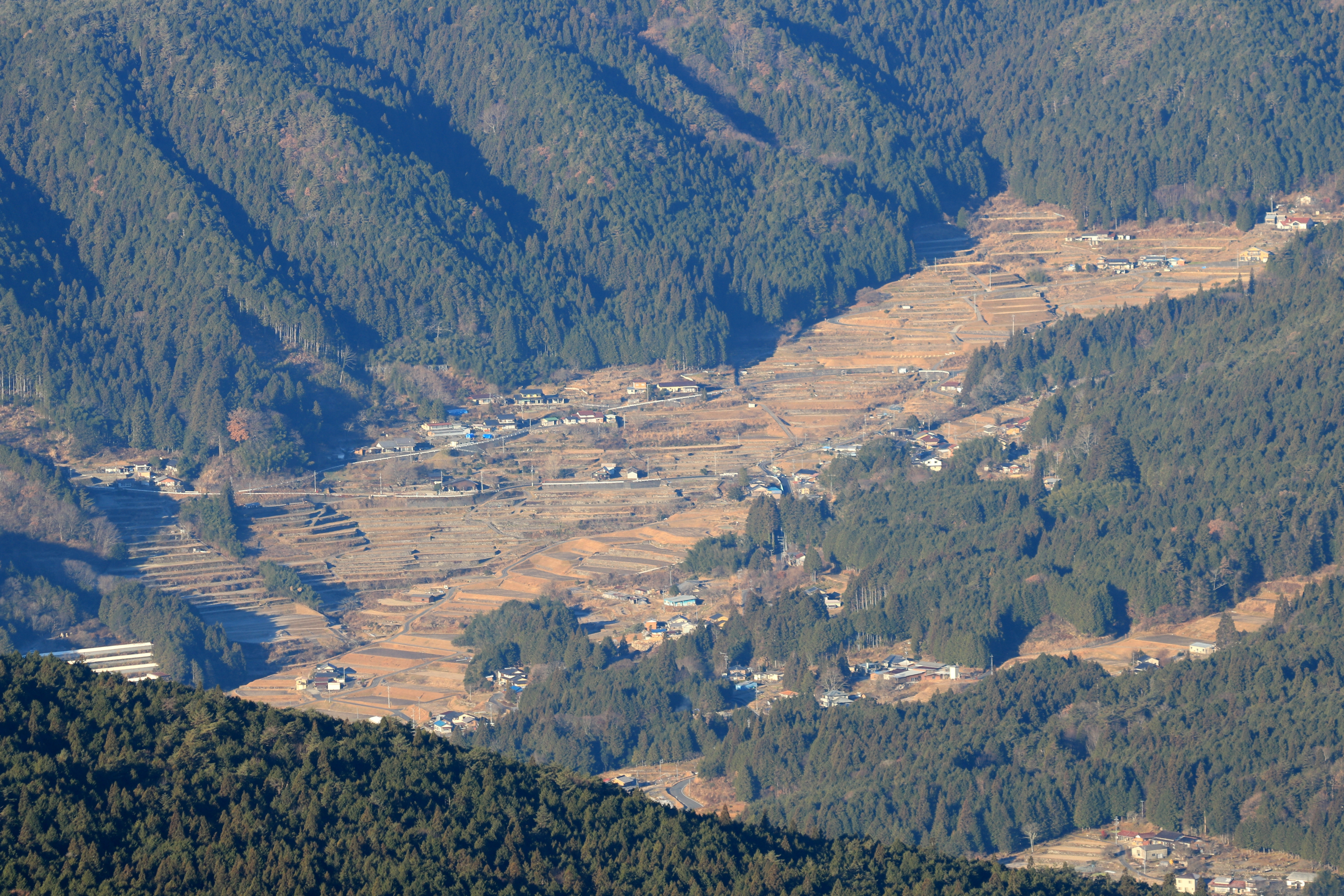
笠置山から望む坂折棚田

坂折棚田（さかおりたなだ）とは、岐阜県恵那市中野方町にある、400年超の歴史を有する棚田（千枚田）である。

## 概要
坂折棚田は、標高620.9メートルから446.0メートル（高低差174.9メートル）の位置にあり、468枚の水田を有する。畦の石積みは高さ1メートルから3メートルほどである。その斜度は1/3.8 - 1/7.5で平均斜度は1/7。灌漑用水が豊富で米と麦の二毛作ができたと伝えられている。坂折棚田は、戦国時代末期から江戸時代にかけて自然石を石積みして造られた棚田（千枚田）であり、付近の坂折集落は、大坂冬の陣の後に、美濃国加茂郡潮見村（現在の岐阜県加茂郡八百津町潮見）の山田惣左衛門の五男（忠左衛門）と六男（長左衛門）の入植に始まると伝わる。

## 保存活動
NPO法人恵那市坂折棚田保存会が、棚田オーナー制度による都市住民の農業体験、小中学校の生徒や企業の社員の農業体験、石積み塾の開催や各種ボランティア作業を行い、坂折棚田を中心とした里山の保全に努めている。なお、ここで収穫された米は坂折棚田米という名称で、恵那市内の数か所で販売されている。また、2009年以降、毎年5月30日に、田の神様灯祭りを開催している。

## アクセス
- 中央自動車道恵那インターチェンジより岐阜県道68号線を車で約25分
- JR中央本線恵那駅より東濃鉄道バスの「中野方馬越」行きに乗車し、野瀬バス停で下車後徒歩約30分